# اچ‌ام‌اس دیفنس (۱۸۱۵)
اچ‌ام‌اس دیفنس (۱۸۱۵) (به انگلیسی: HMS Defence (1815)) یک کشتی بود که طول آن ۱۷۶ فوت (۵۴ متر) بود. این کشتی در سال ۱۸۱۵ ساخته شد.